# Pleospora njegusensis
Pleospora njegusensis är en svampart som beskrevs av Bubák 1915. Pleospora njegusensis ingår i släktet Pleospora och familjen Pleosporaceae.   Inga underarter finns listade i Catalogue of Life.